# Джанні Зюйверлон
Джанні Зюйверлон (нід. Gianni Zuiverloon, нар. 30 грудня 1986, Роттердам) — нідерландський футболіст, що грав на позиції захисника.
Виступав, зокрема, за клуб «АДО Ден Гаг», а також молодіжну збірну Нідерландів.

## Клубна кар'єра
У дорослому футболі дебютував 2004 року виступами за команду «Феєнорд», у якій провів один сезон, взявши участь у 9 матчах чемпіонату. 
Згодом з 2005 по 2013 рік грав у складі команд «Валвейк», «Геренвен», «Вест-Бромвіч Альбіон», «Іпсвіч Таун», «Мальорка» та «Геренвен».
Своєю грою за останню команду привернув увагу представників тренерського штабу клубу «АДО Ден Гаг», до складу якого приєднався 2013 року. Відіграв за команду з Гааги наступні три сезони своєї ігрової кар'єри. Більшість часу, проведеного у складі «АДО Ден Гаг», був основним гравцем захисту команди.
Протягом 2016—2020 років захищав кольори клубів «Культураль Леонеса», «Делі Дайнамос» та «Керала Бластерс».
Завершив ігрову кар'єру у команді «АДО Ден Гаг», у складі якої вже виступав раніше. Повернувся до неї 2020 року, захищав її кольори до припинення виступів на професійному рівні у 2021 році.

## Виступи за збірні
У 2005 році залучався до складу молодіжної збірної Нідерландів. На молодіжному рівні зіграв у 22 офіційних матчах.